# Daniel Guimarães
Daniel Martins Guimarães (Timóteo, 18 aprile 1987 – Timóteo, 4 ottobre 2024) è stato un calciatore brasiliano, di ruolo portiere.

## Biografia
Cresciuto nel settore giovanile dell'América-MG, esordì in prima squadra il 27 giugno 2009 in occasione del match di Série C vinto 1-0 contro il Mixto.